# Max Ulrich Schoop
Max Ulrich Schoop, född 10 april 1870 i Frauenfeld, död 29 februari 1956 i Zürich, var en schweizisk ingenjör och uppfinnare. 
Schoop började på konstnärsbanan, men övergick till ingenjörsyrket och studerade vid Polytechnikum i Zürich. Han gjorde flera betydande uppfinningar: på ackumulatorområdet, elektrolytisk vattensönderdelning, autogen svetsning av aluminium och metalliseringsförfarandet. Schoop, som var bosatt i Zürich, utgav smärre tekniska arbeten och översatte några av Lev Tolstojs verk till tyska. Han tilldelades John Scott-medaljen av universitetet i Philadelphia 1914 och blev hedersdoktor vid tekniska högskolan i Braunschweig 1925.

## Metallisering
Schoops metalliseringsförfarande gick i princip ut på, att fint förstoftad metall med stor hastighet slungas mot ett föremåls yta, som därvid täcks med ett vidhäftande skikt av den påsprutade metallen. Detta sker med hjälp av en så kallad metalliseringspistol, vilken innehåller en syrgasbrännare, genom vilken en metalltråd smälts; genom en särskild kanal i brännaren tillförs tryckluft, som dels utslungar den smälta metallen i form av en stråle fint stoft, dels med hjälp av en i brännaren inbyggd luftturbin matar fram tråden, i den mån den förbrukas. I en senare variant upphettas metallen på elektrisk väg, genom att man i apparaten samtidigt inmatar två trådar, mellan vilkas ändar en ljusbåge får bildas. På detta sätt kan metallisering ske även med de mest svårsmälta metaller. 
Metoden användes huvudsakligen för att med skyddande metall överdra järn- och träkonstruktioner, till exempel broar av järn, slussportar, stolpar för elektriska ledningar och dylikt. Den användes även i stor utsträckning för att överdra bryggeripannor och färgkokare med aluminium i stället för att förtenna dem.